# نیروگاه هسته‌ای هییانگ
نیروگاه هسته‌ای هییانگ (به لاتین: Haiyang Nuclear Power Plant) یک نیروگاه هسته‌ای در چین است که در هایانگ (شاندونگ) واقع شده‌است.